# Lostwithiel
Lostwithiel (corn. Lostwydhyel) – miasto w Anglii, w Kornwalii przy ujściu rzeki Fowey. Według spisu z roku 2001 ludność miasta wynosiła 2739 mieszkańców. Miasto leży przy krajowej drodze A390 z Tavistock do Truro.
2 września 1644 król Anglii Karol I Stuart odniósł pod Lostwithiel zwycięstwo nad armią Parlamentu.
W mieście jest stacja kolejowa Lostwithiel.

## Zabytki
- XII-wieczny most na rzece Fowey
- Kościół św. Bartłomieja
- Zamek Restormel